# Романув (Великопольське воєводство)
Романув (пол. Romanów, нім. Romansfelde) — село в Польщі, у гміні Кротошин Кротошинського повіту Великопольського воєводства.
Населення — 108 осіб (2011).
У 1975-1998 роках село належало до Каліського воєводства.

## Демографія
Демографічна структура станом на 31 березня 2011 року:
|          | Загалом | Допрацездатний вік | Працездатний вік | Постпрацездатний вік |
| -------- | ------- | ------------------ | ---------------- | -------------------- |
| Чоловіки | 55      | 9                  | 42               | 4                    |
| Жінки    | 53      | 10                 | 31               | 12                   |
| Разом    | 108     | 19                 | 73               | 16                   |